# Эник, Мелани
Мелани Эни́к (фр. Mélanie Henique, род. 22 декабря 1992) — французская пловчиха. Бронзовый призёр Чемпионата мира 2011 на дистанции 50 метров баттерфляем и серебряный призёр Чемпионата мира 2022 на той же дистанции.

## Карьера
На Чемпионате мира 2011 года, проходившем в Шанхае (Китай), Эник финишировала с результатом 25,86 секунды в финале заплыва на 50 метров баттерфляем и завоевала бронзовую медаль, уступив чемпионке из Нидерландов Инге Деккер  0,15 секунды.
Эник квалифицировалась на Олимпийские игры 2020 года. На Играх, проходивших в Токио (Япония) в 2021 году из-за пандемии COVID-19, она разделила 11-е место с Симоной Мануэль (США) в заплыве на 50 метров вольным стилем, показав время 24,63 секунды.
На Чемпионате мира 2022 года, проходившем в Дунай Арена (Будапешт, Венгрия), МЕлани завоевала серебро на дистанции 50 метров баттерфляем с результатом 25,31 секунды, уступив чемпионке Саре Шёстрём (Швеция) менее 0,4 секунды и опередив бронзового призёра Чжан Юфэй из Китая всего на одну сотую секунды.

## Личная жизнь
В 2014 году Эник заняла 55-е место в списке Брижитт Фуре на Муниципальные выборы во Франции|муниципальных выборах в Амьене.
В 2015 году, будучи открытой лесбиянкой, Эник стала жертвой гомофобного нападения в Амьене, получив перелом носа, что вынудило её отказаться от участия во Французском открытом чемпионате.